# Bibiana Barth
Bibiana Barth (obersorbisch Bibiana Bartec; * 1986 in Bautzen) ist eine deutsche Journalistin und Moderatorin.

## Leben
Barth stammt aus dem obersorbischen Kernsiedlungsgebiet und spricht fließend Sorbisch. Sie studierte von 2007 bis 2010 Europäische Medienwissenschaft an der Universität Potsdam. Von 2008 bis 2010 arbeitete sie im Redaktionsteam des ARD-Hauptstadtstudios, ehe sie zum Mitteldeutschen Rundfunk wechselte. Dort war sie zunächst für den Sorbischen Rundfunk tätig, ehe sie nach Leipzig wechselte, wo sie als Journalistin, Online-Moderatorin und Nachrichtenreporterin für den MDR arbeitete. Von 2015 bis 2017 absolvierte sie parallel zu ihrer Tätigkeit beim MDR an der Handelshochschule Leipzig den Masterstudiengang International Business.
2019 wechselte sie zum Hessischen Rundfunk, wo sie die Teamleitung der Markensteuerung bei hr-iNFO übernahm. Dort war sie zudem für die Moderation des Podcasts hr-iNFO Das Interview zuständig. Seit Juli 2021 war Barth zudem Börsenkorrespondentin ARD-Börse im Hörfunk, zum März 2022 gab sie die Teamleitung der Markensteuerung bei hr-iNFO ab und wechselte im November 2021 zum Norddeutschen Rundfunk, wo sie fortan die Nachrichtenausgaben von NDR Info im Nachmittagsprogramm übernahm. Seit März 2023 präsentiert sie zudem die Tagesschau-Nachrichten auf tagesschau24. Neben ihren Tätigkeiten im öffentlich-rechtlichen Rundfunk moderiert sie Konferenzen und Veranstaltungen wie die Big Data Days (2018), Rise of AI (2019) und die Verleihung des Hessischen Gründerpreises (2019).

## Privates
Sie lebt seit Mai 2023 mit ihrer Familie in Hamburg.